# Pistillaria petasitis
Pistillaria petasitis är en svampart. Pistillaria petasitis ingår i släktet Pistillaria och familjen trådklubbor.

## Underarter
Arten delas in i följande underarter:
- curvispora
- petasitis